# 海防事件
海防事件發生於1946年11月23日，當時法國蘇弗朗號巡洋艦和幾艘通報艦轟炸了越南海防市，造成約6,000名越軍死亡。該事件也被稱為海防砲擊事件，被認為是一系列衝突的第一次衝突，導致了1946年12月19日的河內戰役，隨之而來的是第一次印度支那戰爭的爆發。